# تپه مرخ ۲
تپه مرخ ۲ مربوط به دوره اشکانیان - دوره ساسانیان است و در شهرستان ازنا، بخش جاپلق، دهستان جاپلق شرقی، در فاصلهٔ ۳ کیلومتری جنوب شرقی روستای گنجه واقع شده و این اثر در تاریخ ۷ اسفند ۱۳۸۶ با شمارهٔ ثبت ۲۱۳۲۷ به‌عنوان یکی از آثار ملی ایران به ثبت رسیده است.